# Igor Matanović
Igor Matanović, né le 31 mars 2003 à Hambourg en Allemagne, est un footballeur croate qui évolue au poste d'avant-centre au SC Fribourg.

## Biographie

### En club
Né à Hambourg en Allemagne, Igor Matanović est formé dans le club local du FC St. Pauli, qu'il rejoint en 2010 en provenance du Harburger TB. Il joue son premier match en professionnel le 27 novembre 2020, lors d'une rencontre de championnat face au VfL Osnabrück. Il entre en jeu à la place de Rico Benatelli et son équipe s'incline par un but à zéro. Matanović inscrit son premier but en professionnel le 16 janvier 2021, lors d'une rencontre de championnat contre Hanovre 96. Il entre en jeu en fin de match et marque dans le temps additionnel le but qui permet à son équipe de s'imposer (2-3 score final).
Le 30 août 2021, Igor Matanović est recruté par l'Eintracht Francfort, qui le prête toutefois dans la foulée à son club formateur pour une durée de deux saisons,.
Le 17 août 2023, Igor Matanović est prêté pour une saison au Karlsruher SC.
Le 28 janvier 2024, Matanović se fait remarquer en réalisant son premier doublé pour le Karlsruher SC lors d'une rencontre de championnat face au Hambourg SV. Titularisé, il marque ses deux buts dans les cinq premières minutes de la partie et contribue à la victoire de son équipe par quatre buts à trois,.

### En sélection
Igor Matanović représente notamment l'Allemagne en sélection de jeune, représentant les moins de 17 ans en 2020. Il joue au total trois matchs et marque deux buts.
Avec l'équipe d'Allemagne des moins de 19 ans il joue trois matchs en 2022 et marque un but.
Alors qu'il a jusqu'ici toujours représenté l'Allemagne en équipes de jeunes, Matanović décide en avril 2022 de représenter la Croatie, pays dont il est originaire. Il reçoit le feu vert de la FIFA et est convoqué pour la première fois avec l'équipe de Croatie espoirs par le sélectionneur Igor Bišćan, dès le mois de mai 2022,.
En août 2024, Igor Matanović est convoqué pour la première fois avec l'équipe nationale de Croatie par le sélectionneur Zlatko Dalić. Il honore sa première sélection lors de ce rassemblement, le 5 septembre 2024 face au Portugal. Il entre en jeu à la place de Martin Baturina et son équipe est battue par deux buts à un.